# Кии (космодром)
Космодром Кии (яп. スペースポート紀伊, англ. Kii Space port) — частный космодром, принадлежащий японской компании Space One, совместному предприятию, основанному Canon Electronics, IHI Aerospace, Shimizu Corporation и Банком развития Японии. Космодром расположен в префектуре Вакаяма, на южной оконечности полуострова Кии близ города Кусимото, и занимает площадь около 15 га. Строительство космодрома началось в 2019 году, на арендованной на безвозмездной основе на 20 лет у города Кусимото площадке, на которой в начале 2000-х годов компания Kansai Electric Power планировала построить атомную электростанцию. По мнению городских властей Кусимото космодром станет туристической достопримечательностью, привлекающей посетителей, желающих посмотреть на запуски космических ракет.
Космодром Кии предназначен для запуска твердотопливных ракет-носителей лёгкого класса Kairos, создаваемых Space One на основе технологий IHI Aerospace и JAXA. В 2022 году космодром был готов к эксплуатации, на нём расположены стартовый комплекс с башней обслуживания, сборочный комплекс, хранилище частей ракет, центр управления запусками и другие объекты. Начать запуски с космодрома Кии планировалось первоначально в марте 2022 года, этот срок неоднократно переносился, сначала на февраль 2023 года, потом на более поздние сроки. Первый запуск носителя Kairos с космодрома Кии произведён 13 марта 2024 года и закончился неудачей — ракета была взорвана через несколько секунд после старта. Второй запуск 18 декабря 2024 года также закончился неудачей.